# Wilhelm Merck (Unternehmer)

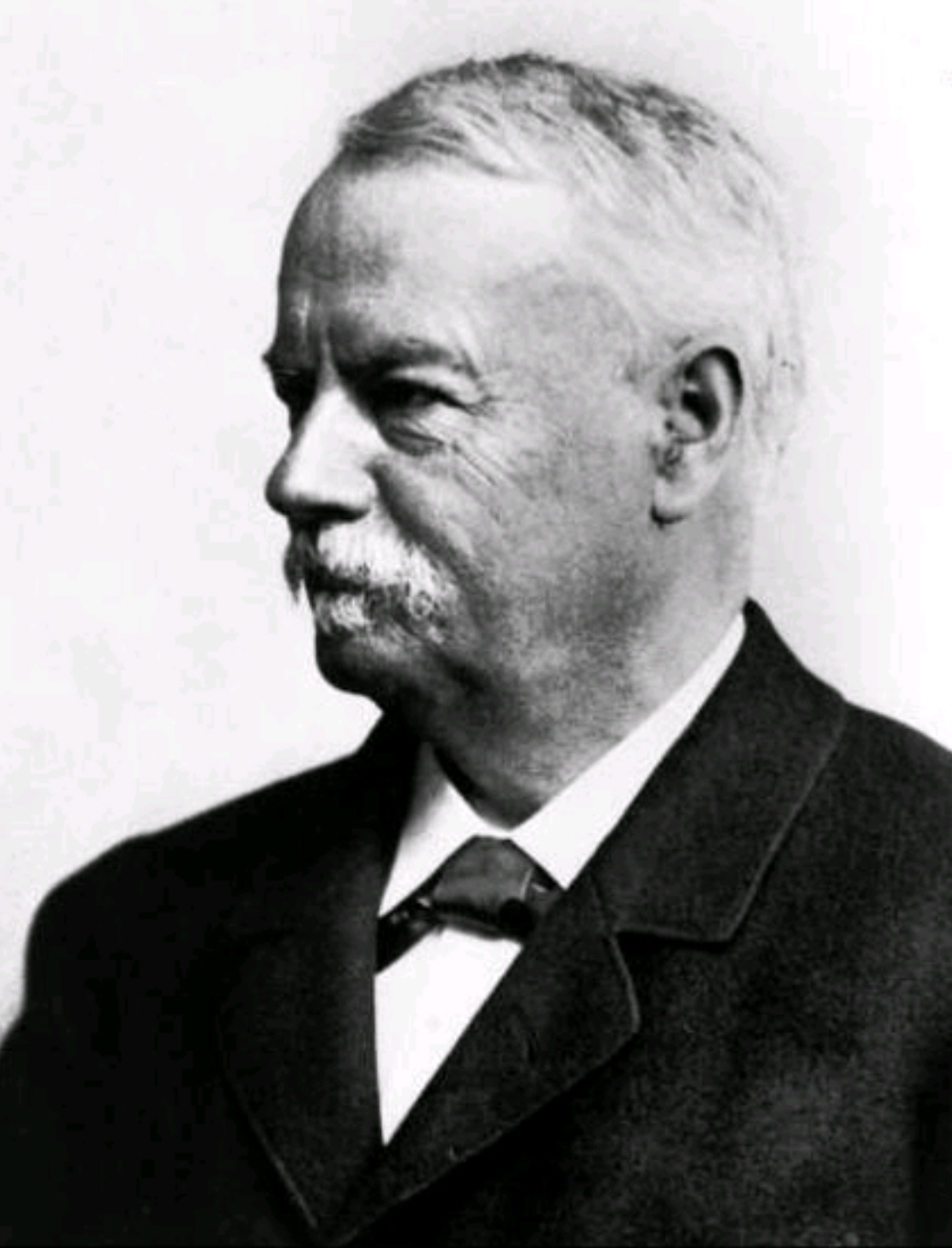
Wilhelm Merck

Christoph Wilhelm Ludwig Merck (* 11. Oktober 1833 in Darmstadt; † 12. Januar 1899 ebenda) war ein deutscher Chemiker und Unternehmer.

## Leben
Wilhelm Merck war der jüngste Sohn von Heinrich Emanuel Merck (1794–1855) und dessen Frau Magdalena Merck geborene Hoffmann (1797–1877) aus Darmstadt.
Nach dem Studium der Chemie trat er 1860 in das väterliche Unternehmen, eine unter der Firma E. Merck bestehende Geschäftssozietät, ein. Von 1885 bis zu seinem Tod 1899 leitete er als ältester offener Teilhaber (d. h. Teilhaber der offenen Handelsgesellschaft E. Merck) das Unternehmen. 1882 bis 1896 war er Präsident der Handelskammer zu Darmstadt.
Wilhelm Merck war mit Caroline, genannt „Lina“, geborene Moller (1841–1909) aus Darmstadt verheiratet. Sie hatten zwei gemeinsame Söhne: Carl Emanuel (1862–1909) und Georg(e) (1867–1926).